# Opera b.b. Zagreb
Opera b.b. Zagreb je prvo komorno operno kazalište u Hrvatskoj koje djeluje od 2006. godine s ciljem promocije operne umjetnosti u Hrvatskoj i izvan nje. Opera b.b. Zagreb surađuje s kazalištima u Varaždinu, Karlovcu, Poreču te s pulskim Istarskim narodnim kazalištem kao koproducentom, također je 2009. godine uspostavila prvu međunarodnu koprodukciju i to s teatrom Madlenianum iz Beograda, a to je bila ujedno i prva ozbiljnija kazališna koprodukcija na ovim prostorima nakon ratnih zbivanja.
Osnivač i umjetnički voditelj je operni pjevač Ronald Braus, a šef dirigent je maestro Vladimir Kranjčević.

## Premijerni naslovi
- Francis Poulenc: La voix humaine
- Gian Carlo Menotti: Telefon (u koprodukciji s Teatrom Madlenianum, Beograd)[1]
- Gaetano Donizetti: Rita
- Gioachino Rossini: Il Signor Bruschino (u koprodukciji s Istarskim narodnim kazalištem Pula)
- Gian Carlo Menotti: Medium (u koprodukciji s Teatrom Madlenianum, Beograd)
- Giovanni Battista Pergolesi: La serva padrona[2]
- Jacques Ibert: Angelique
- Gaetano Donizetti: Il Campanelo[3]

## Vanjske poveznice
- Jutarnji list  Arhivirana inačica izvorne stranice od 11. lipnja 2010. (Wayback Machine)
- Večernji list
- Istarsko narodno kazalište